# كأس الإنتركونتيننتال 1974
كأس الإنتركونتيننتال 1974 (بالإسبانية: Copa Intercontinental 1974)‏ هو الموسم 15 من  كأس الإنتركونتيننتال. أشرف على تنظيمه الاتحاد الأوروبي لكرة القدم، وكان عدد الأندية المشاركة فيه  2، وفاز فيه أتلتيكو مدريد.

## نتائج الموسم
| المركز | فريق          | لعب | ف | ت | خ | له | عليه | ف.أ | نقاط | ملاحظة |
| ------ | ------------- | --- | - | - | - | -- | ---- | --- | ---- | ------ |
|        | أتلتيكو مدريد |     |   |   |   |    |      |     |      |        |